# 克卜勒76b
克卜勒76b（Kepler-76b）是一顆質量大約是木星兩倍的太陽系外行星，位於天鵝座。該行星屬於熱木星，軌道週期1.5日。它的發現是由跨大西洋系外行星搜尋計畫和SOPHIE階梯光柵攝譜儀確認。

## 偵測
該行星的發現是經由觀測地球所接收到的恆星輻射通量變化。該行星同時也是經由觀測來自它的反射光而確認存在，並且它的外觀受到潮汐力影響，最後還使用徑向速度法和凌星法進行觀測。
克卜勒76b是第一顆應用愛因斯坦的狹義相對論發現的系外行星。因此克卜勒76b得到別稱「愛因斯坦的行星」（Einstein's Planet）。

## 外部連結
- Table of confirmed planets（页面存档备份，存于） at NASA, Kepler mission